# 杨氏六鳃魟
杨氏六鳃魟（学名：Hexatrygon yangi）为六鳃魟科六鰓魟屬的鱼类。分布于台湾西南及东北海域等。该物种的模式产地在台湾。